# Vesele (Andrievo-Ivanivka), Berezivka
Vesele (în ucraineană Веселе) este un sat în comuna Andrievo-Ivanivka din raionul Berezivka, regiunea Odesa, Ucraina.

## Demografie
Componența lingvistică a localității Vesele
     Ucraineană (95,1%)
     Română (4,2%)
     Alte limbi (0,7%)
Conform recensământului din 2001, majoritatea populației localității Vesele era vorbitoare de ucraineană (95,1%), existând în minoritate și vorbitori de română (4,2%).